# Хорнзель, Ян
Ян Хорнзель (пол. Jan Hornziel; 8 декабря 1812, Снятын — 6 января 1871, Варшава) — российский и польский скрипач и музыкальный педагог.
Начал учиться музыке в Люблине у Антония Флеминга и Станислава Сервачиньского, затем продолжил обучение в Германии под руководством Луи Шпора. Вернувшись в Люблин, преподавал частным образом и был, среди прочего, одним из первых наставников Генрика Венявского. В 1841 г. впервые выступил в Варшаве, сопровождая концертное выступление певицы Лауры Ассандри, и ввиду заметного успеха этого выступления был приглашён поступить в оркестр Варшавской оперы. В дальнейшем стал концертмейстером этого оркестра. Продолжая заниматься преподавательской деятельностью, был в дальнейшем первым учителем Зыгмунта Носковского, Адама Мюнхаймера и др. Женился на певице Каролине Верник (1835—1907).